# Werner Mensching
Werner Mensching (ur. 21 grudnia 1933 w Hanowerze, zm. 21 czerwca 1997 w Oberstdorfie) – niemiecki łyżwiarz figurowy reprezentujący RFN, startujący w parach sportowych z żoną Ritą Blumenberg. Uczestnik igrzysk olimpijskich (1960), uczestnik mistrzostw świata i Europy, wicemistrz (1958) i czterokrotny brązowy medalista RFN (1959–1962).
Wraz z żoną Ritą Blumenberg zdobyli mistrzostwo świata 1958 we wrotkarstwie.

## Osiągnięcia
Z Ritą Blumenberg
| Zawody               | 1958           | 1959           | 1960           | 1961           | 1962           |                |                |                |                |                |                |                |                |                |                |                |                |
| Międzynarodowe       | Międzynarodowe | Międzynarodowe | Międzynarodowe | Międzynarodowe | Międzynarodowe | Międzynarodowe | Międzynarodowe | Międzynarodowe | Międzynarodowe | Międzynarodowe | Międzynarodowe | Międzynarodowe | Międzynarodowe | Międzynarodowe | Międzynarodowe | Międzynarodowe | Międzynarodowe |
| -------------------- | -------------- | -------------- | -------------- | -------------- | -------------- | -------------- | -------------- | -------------- | -------------- | -------------- | -------------- | -------------- | -------------- | -------------- | -------------- | -------------- | -------------- |
| Igrzyska olimpijskie |                |                | 7              |                |                |                |                |                |                |                |                |                |                |                |                |                |                |
| Mistrzostwa świata   |                |                | 9              |                |                |                |                |                |                |                |                |                |                |                |                |                |                |
| Mistrzostwa Europy   |                | 5              | 11             | 4              | 9              |                |                |                |                |                |                |                |                |                |                |                |                |
| Krajowe              |                |                |                |                |                |                |                |                |                |                |                |                |                |                |                |                |                |
| Mistrzostwa RFN      | 2              | 3              | 3              | 3              | 3              |                |                |                |                |                |                |                |                |                |                |                |                |